# Abbaye de Strata Florida
Strata Florida (en gallois Ystrad Fflur) est une ancienne abbaye cistercienne à Pontrhydfendigaid, près de Tregaron dans le Ceredigion, au pays de Galles.
Fondée en 1164 à l'initiative du roi de Deheubarth Rhys ap Gruffydd, elle vaut à sa localisation galloise à proximité de l'Angleterre de subir les menaces de Jean sans Terre. Elle est par ailleurs réputée pour l'écriture des chroniques du Brut y Tywysogion, qui sont attribuées à un ou plusieurs moines de la communauté. Elle a également une fonction de nécropole de certains princes de Deheubarth.
En 1540, elle est fermée dans le cadre de la dissolution des monastères, et l'abbaye est peu à peu ruinée. Son intérêt patrimonial et touristique est redécouvert au XIXe siècle, et plusieurs campagnes de fouilles y sont menées. Les restes de l'abbaye encore debout sont cependant très modestes.

## Situation et toponymie

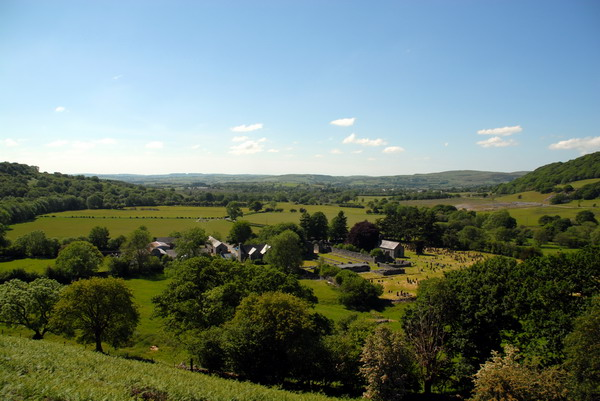
Le site de Strata Florida.

L'abbaye, rattachée au village de Pontrhydfendigaid (en) dans la communauté d'Ystrad Fflur, est située sur la rive gauche — méridionale — de l'Afon Teifi. Le Teifi est un des plus importants fleuves du Pays de Galles ; l'abbaye s'est installée dans la partie haute du cours de celui-ci, à environ deux cents mètres d'altitude.
Le nom de Strata Florida (« Ystrad Fflur » en gallois) a une double signification : c'est à la fois la « vallée de la Fflur » (l’Afon Fflur étant le nom du cours d'eau auprès duquel l'abbaye est bâtie) et la « vallée des fleurs ».

## Histoire

### Fondation
L'abbaye de Strata Florida est fondée en 1164 à l'initiative du roi de Deheubarth Rhys ap Gruffydd. Le roi fait venir des moines de l'abbaye de Whitland, également galloise. L'abbaye est tout d'abord bâtie sur un autre site que l'actuel, mais dans la même vallée, à peu de distance, sur le lieu-dit « Hen Fynachlog » (« le vieux monastère »).

### L'abbaye au Moyen Âge
L'église abbatiale, dont les travaux commencent en 1184, est consacrée en 1201.
L'abbaye possédait de nombreuses terres, sur lesquelles elle bâtit des granges permettant de mettre en valeur le sol. Ces terres étaient situées dans un rayon d'environ vingt-cinq miles autour de l'abbaye, dans un triangle délimité par Aberdehonowe (aujourd'hui Builth Wells), Anunhiog (Aberaeron) et Doverchen (près de l'actuel lac Nant-y-moch (en)).

#### Aléas de l'abbaye au Moyen Âge
En 1212, Jean sans Terre avait déjà menacé l'abbaye, dont il suspectait les moines de soutenir les Gallois, de destruction. En 1285, l'abbaye est endommagée par la foudre lors d'un orage.
L'importance de l'abbaye est attestée par le choix de Llywelyn le Grand de tenir dans l'abbaye le conseil de tous les princes gallois, afin de leur faire accepter son fils Dafydd ap Llywelyn comme leur souverain unique. Mais cette importance politique lui vaut aussi d'être au centre de la répression d'Henri IV lors de la rébellion d'Owain Glyndŵr : tous les moines ayant soutenu le prince de Galles sont expulsés.

#### Production littéraire
On pense que c'est à cette abbaye que les chroniques du Brut y Tywysogion ont été écrites.

### Fermeture

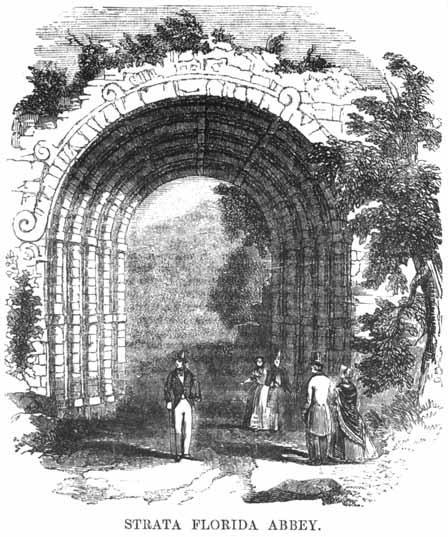
Gravure montrant la porte nord de l'abbaye au XIXe siècle.

En 1540, comme les abbayes anglaises, les établissements monastiques gallois sont fermés lors de la dissolution des monastères voulue par Henri VIII. Le site est attribué à des familles nobles, et change plusieurs fois de mains, passant entre autres par les Steadmans (en 1567) et les Powells of Nanteos (en 1778), qui transforment les bâtiments conventuels en manoir qu'ils nomment « Ty Abaty » (« l'abbaye »).

### Redécouverte

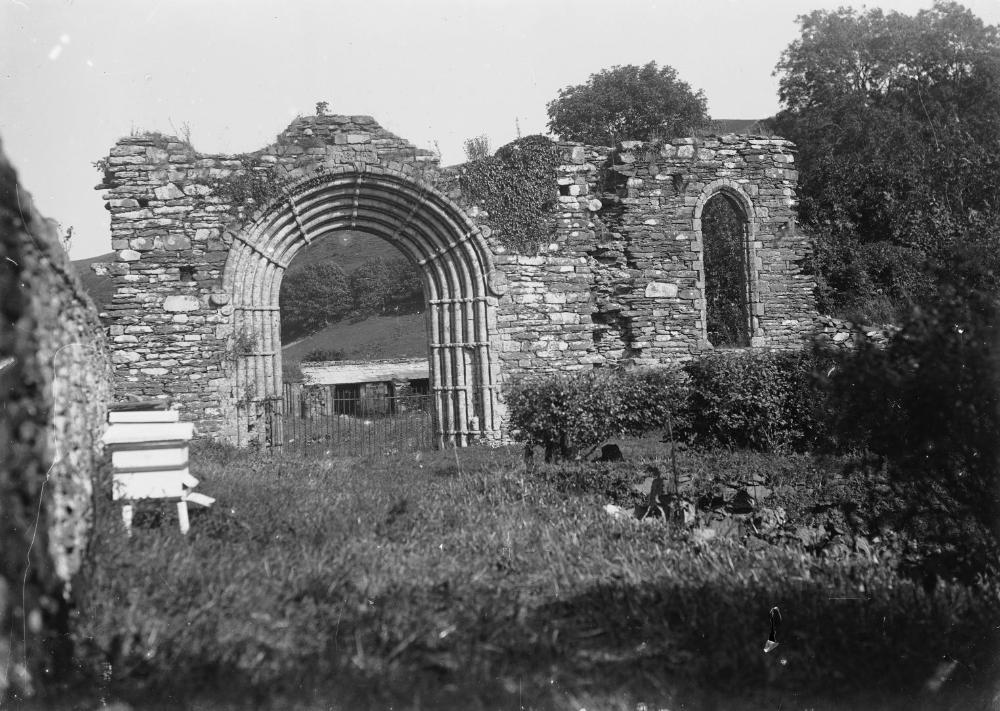
Les ruines de l'abbaye en 1876.

Les ruines de l'abbaye deviennent une attraction touristique au XIXe siècle, avec l'arrivée du chemin de fer. Les premières fouilles sont d'ailleurs effectuées par un ingénieur du chemin de fer, Stephen William Williams, qui écrit le premier document historiographique sur l'abbaye, en 1889 (voir bibliographie ci-dessous,. Le site est racheté par l'association galloise Cadw qui y mène des campagnes de fouilles archéologiques.

## L'abbaye

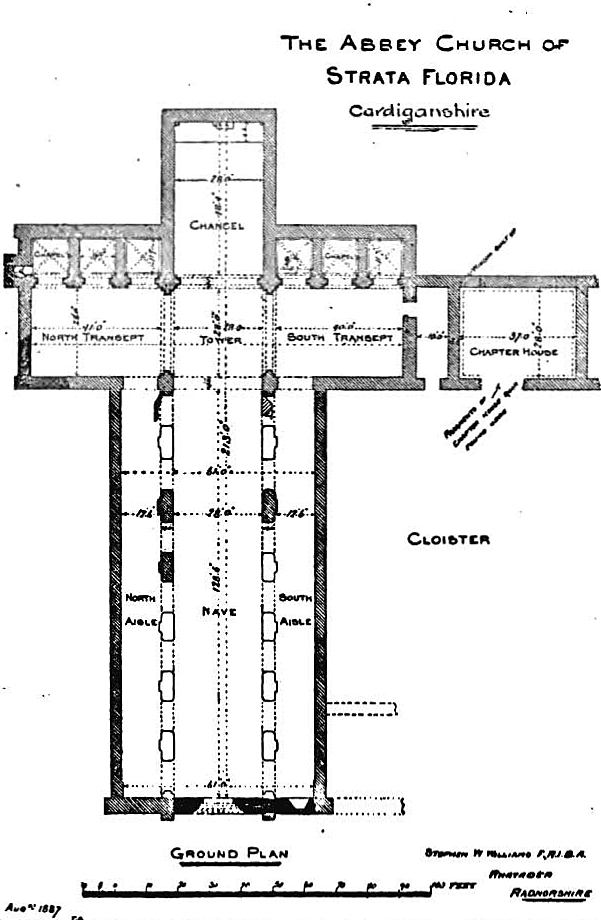
Plan de l'église abbatiale d'origine.

### L'église abbatiale
L'église abbatiale avait un plan typiquement cistercien, à nef encadrée par deux bas-côtés, à chevet plat et à trois chapelles de chaque côté du chœur (les abbayes plus modestes n'en avaient que deux, ce qui prouve l'importance de Strata Florida).
Des décorations particulières (encore visibles sur le portail d'entrée) connotaient l'implantation en terre celtique. De même, les pavages décorés du XIVe siècle.

### Monuments et tombes
Plusieurs princes de Deheubarth y ont été enterrés. C'est également le cas, d'après la tradition, du grand poète Dafydd ap Gwilym. Un monument y a été élevé à sa mémoire. Les tombes des princes gallois étaient situées en dehors de l'église abbatiale, à l'est de la branche sud du transept.

### Le cloître
Il n'en reste aucune trace plus haute que les fondations. Il est rebâti au XVe siècle. Son arrangement était traditionnel (bâtiment des moines à l'est, des convers à l'ouest, communs au sud), à l'exception d'une alcôve située sur le côté nord, utilisée pour placer un lutrin pour l'office des complies (dernière office de la Liturgie des Heures avant la nuit).